# Lista de reis de Portugal por longevidade

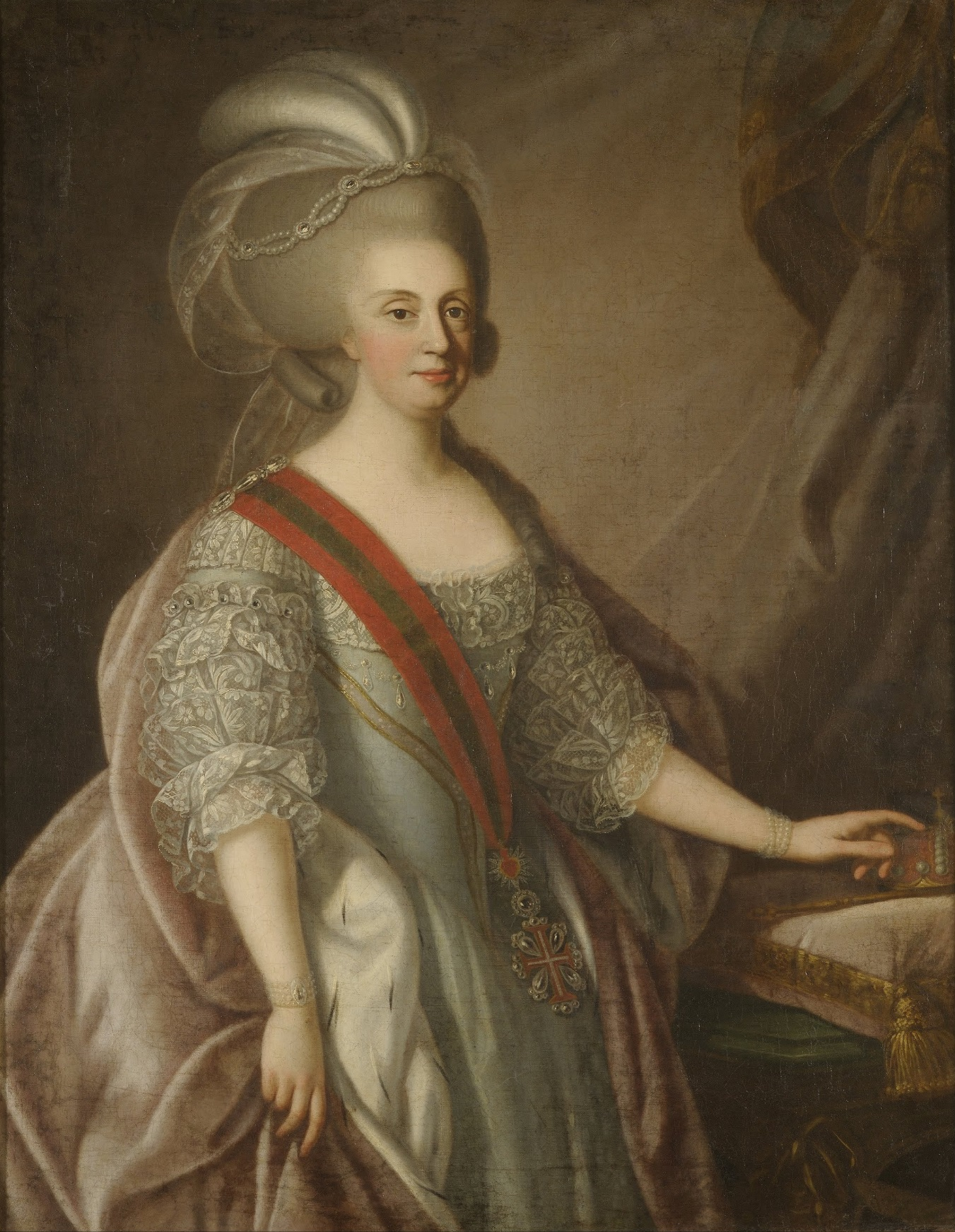
Maria I, rainha de Portugal (1777–1816), com 81 anos e 94 dias, é a monarca que viveu mais anos.

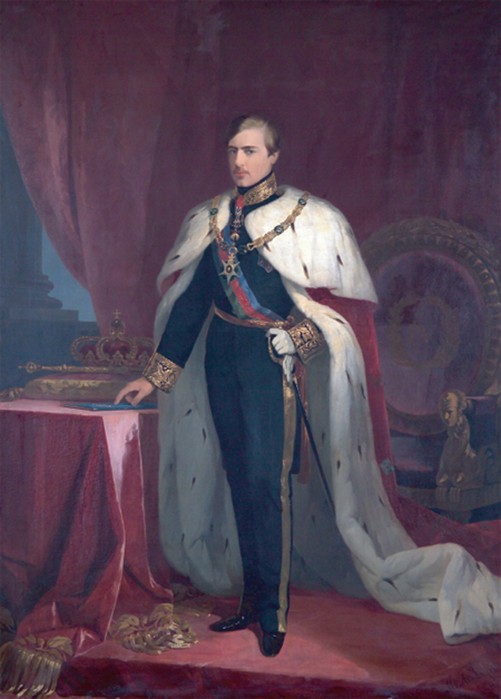
Pedro V, rei de Portugal (1853–1861), com 24 anos e 56 dias, é o monarca que viveu menos anos.

Apresenta-se de seguida a lista dos monarcas de Portugal ordenados por longevidade. Estão incluídos os 34 reis e rainhas em título próprio, bem como os dois reis-consorte (Pedro III e Fernando II).

## Lista
Legenda de cores
|           | Posição | Monarca                    | Data de Nascimento     | Data de Óbito           | Longevidade        |
| anos/dias | Posição | Monarca                    | Data de Nascimento     | Data de Óbito           |                    |
| --------- | ------- | -------------------------- | ---------------------- | ----------------------- | ------------------ |
|           | 1       | Maria I                    | 17 de dezembro de 1734 | 20 de março de 1816     | 81 anos e 94 dias  |
|           | 2       | Afonso I                   | 25 de julho de 1109    | 6 de dezembro de 1185   | 76 anos e 134 dias |
|           | 3       | João I                     | 11 de abril de 1357    | 14 de agosto de 1433    | 76 anos e 125 dias |
|           | 4       | Filipe I (II de Espanha)   | 21 de maio de 1527     | 13 de setembro de 1598  | 71 anos e 115 dias |
|           | 5       | Fernando II (rei-consorte) | 29 de outubro de 1816  | 15 de dezembro de 1885  | 69 anos e 47 dias  |
|           | 6       | Pedro III (rei-consorte)   | 5 de julho de 1717     | 25 de maio de 1786      | 68 anos e 324 dias |
|           | 7       | Afonso III                 | 5 de maio de 1210      | 16 de fevereiro de 1279 | 68 anos e 287 dias |
|           | 8       | Henrique I                 | 31 de janeiro de 1512  | 31 de janeiro de 1580   | 68 anos            |
|           | 9       | Afonso IV                  | 8 de fevereiro de 1291 | 28 de maio de 1357      | 66 anos e 109 dias |
|           | 10      | Miguel I                   | 26 de outubro de 1802  | 14 de novembro de 1866  | 64 anos e 19 dias  |
|           | 11      | Dinis I                    | 9 de outubro de 1261   | 7 de janeiro de 1325    | 63 anos e 90 dias  |
|           | 12      | José I                     | 6 de junho de 1714     | 24 de fevereiro de 1777 | 62 anos e 263 dias |
|           | 13      | João V                     | 22 de outubro de 1689  | 31 de julho de 1750     | 60 anos e 282 dias |
|           | 14      | Filipe III (IV de Espanha) | 8 de abril de 1605     | 17 de setembro de 1665  | 60 anos e 162 dias |
|           | 15      | João VI                    | 13 de maio de 1767     | 10 de março de 1826     | 58 anos e 301 dias |
|           | 16      | Pedro II                   | 26 de abril de 1648    | 9 de dezembro de 1706   | 58 anos e 227 dias |
|           | 17      | Sancho I                   | 11 de novembro de 1154 | 26 de março de 1211     | 56 anos e 135 dias |
|           | 18      | João III                   | 7 de junho de 1502     | 11 de junho de 1557     | 55 anos e 4 dias   |
|           | 19      | João IV                    | 19 de março de 1604    | 6 de novembro de 1656   | 52 anos e 232 dias |
|           | 20      | Manuel I                   | 31 de maio de 1469     | 13 de dezembro de 1521  | 52 anos e 196 dias |
|           | 21      | Luís I                     | 31 de outubro de 1838  | 19 de outubro de 1889   | 50 anos e 353 dias |
|           | 22      | Afonso V                   | 15 de janeiro de 1432  | 28 de agosto de 1481    | 49 anos e 225 dias |
|           | 23      | Duarte I                   | 31 de outubro de 1391  | 9 de setembro de 1438   | 46 anos e 313 dias |
|           | 24      | Pedro I                    | 8 de abril de 1320     | 18 de janeiro de 1367   | 46 anos e 285 dias |
|           | 25      | Carlos I                   | 28 de setembro de 1863 | 1 de fevereiro de 1908  | 44 anos e 126 dias |
|           | 26      | Filipe II (III de Espanha) | 14 de abril de 1578    | 31 de março de 1621     | 42 anos e 351 dias |
|           | 27      | Manuel II                  | 15 de novembro de 1889 | 2 de julho de 1932      | 42 anos e 230 dias |
|           | 28      | João II                    | 3 de março de 1455     | 25 de outubro de 1495   | 40 anos e 236 dias |
|           | 29      | Afonso VI                  | 21 de agosto de 1643   | 12 de setembro de 1683  | 40 anos e 22 dias  |
|           | 30      | Sancho II                  | 8 de setembro de 1209  | 4 de janeiro de 1248    | 38 anos e 118 dias |
|           | 31      | Afonso II                  | 23 de abril de 1185    | 25 de março de 1223     | 37 anos e 336 dias |
|           | 32      | Fernando I                 | 31 de outubro de 1345  | 22 de outubro de 1383   | 37 anos e 356 dias |
|           | 33      | Pedro IV (I do Brasil)     | 12 de outubro de 1798  | 24 de setembro de 1834  | 35 anos e 347 dias |
|           | 34      | Maria II                   | 4 de abril de 1819     | 15 de novembro de 1853  | 34 anos e 225 dias |
|           | 35      | Sebastião I                | 20 de janeiro de 1554  | 4 de agosto de 1578     | 24 anos e 196 dias |
|           | 36      | Pedro V                    | 16 de setembro de 1837 | 11 de novembro de 1861  | 24 anos e 56 dias  |